# Agostina Camozzi
Agostina Camozzi (1435 - 13 de fevereiro de 1458) - na vida religiosa Cristina - era uma religiosa professa católica romana italiana da Ordem de Santo Agostinho. Camozzi levou uma vida dissoluta como viúva e amante de um soldado antes de se tornar freira e adotar uma vida de arrependimento total.
Sua beatificação recebeu a confirmação do Papa Gregório XVI em 19 de setembro de 1834, depois que o pontífice reconheceu o 'culto' da freira falecida (ou devoção popular e de longa data).

## Vida
Agostina Camozzi nasceu em 1435 em Como, filha do conhecido médico Giovanni Camozzi.
Camozzi casou-se com um pedreiro - apesar dos protestos dos pais - mas ficou viúva pouco depois do casamento. Ela logo se tornou a amante de um soldado milanês e deu à luz seu filho - seu único filho - embora esta criança tenha morrido ainda criança. Ela ficou viúva mais uma vez após seu segundo casamento, quando um rival ciumento matou seu marido fazendeiro de Mântua, competindo por seu afeto.  Isso levou Camozzi a perceber que sua vida havia girado fora de controle e a fez experimentar uma conversão religiosa por volta de 1450; partir de então decidiu ingressar na vida religiosa e tornou-se membro da Ordem de Santo Agostinho, onde assumiu o nome religioso de "Cristina".  Ela se mudou para Verona nessa época.
O seu tempo na ordem tornou-se notável pelas severas austeridades que se impôs como penitência pela sua vida anterior e viveu em vários conventos onde se tornou conhecida como milagrosa até se estabelecer em Espoleto. Ela se vestiu com um hábito feito de trapos semeados juntos e meditou profundamente na paixão de Jesus Cristo.
Camozzi viajou em peregrinação a Assis e Roma, bem como internacional a Jerusalém em 1457 durante a temporada da Quaresma, mas na viagem de volta morreu em Espoleto em 1458 devido à febre. Ela recebeu uma visão da Mãe Santíssima antes de sua morte. Seus restos mortais foram enterrados na igreja da ordem de São Nicolau, mas novamente enterrados na Chiesa di San Gregorio Magno em 1921 até 2015, quando os restos mortais foram transferidos de volta para sua cidade natal.
Em 1999, seus restos mortais foram examinados e o relatório sugeriu que ela era obesa e tinha 1,45 metros. O relatório foi permitido a convite de Dom Giampiero Ceccarelli e do Bispo de Espoleto Riccardo Fontana. O exame revelou que todos os seus dentes estavam presentes e o tórax estava bem preservado enquanto havia a ausência total de todos os órgãos internos.

## Beatificação

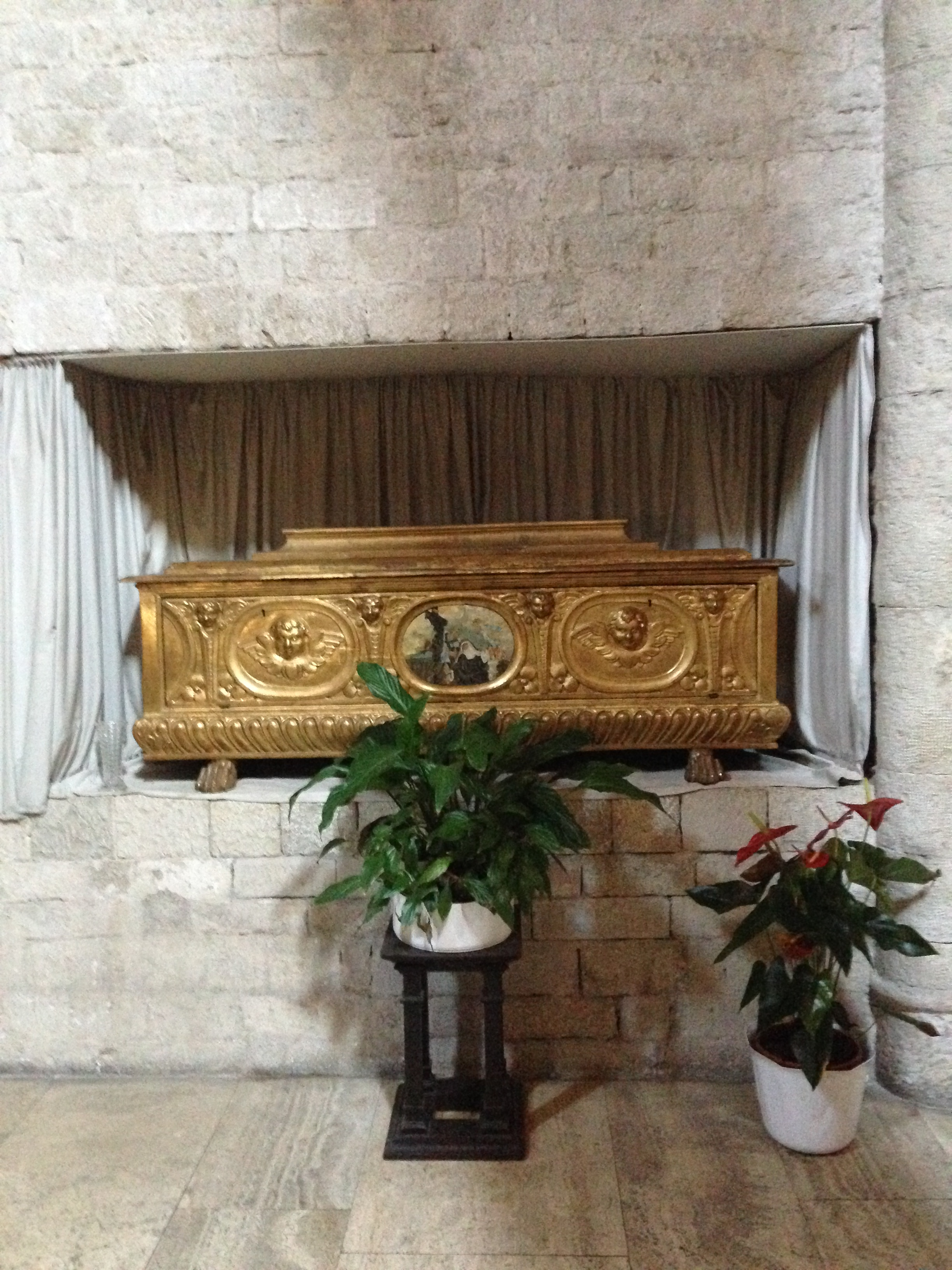
Túmulo

A confirmação do 'culto' da freira falecida (ou devoção popular) em 19 de setembro de 1834 permitiu que o Papa Gregório XVI aprovasse a beatificação da freira. Em 1521 foi eleita patrona de Calvisano.